# Охоронець (2019)
Охоронець (рос. Сторож, трансліт. Storozh) — російський трилер-драматичний фільм 2019 року режисера та у головного ролі Юрій Биков. Фільм вийшов в Росії 24 жовтня 2019 року.

## У ролях
- Юрій Биков - Влад, охоронець.
- Владислав Абашин - Стас.
- Юґанова Алла - Віра [4] .
- Зіма Олег - батько.
- Месхі Гєла - син.
- Артур Бещасний - Богатов.
- Олександр Кузьмін - Багор.

## Фільмування
Знімання були оголошені в листопаді 2018 року, і спочатку передбачалося, що роль Сторожника буде грати Кирило Пирогов.
Фільм знятий у санаторії «Сосновий Бор» у Солотчі - це район у межах Радянського району міста Рязань.

## Прем’єра
Прем’єра фільму відбулася 18 жовтня 2019 року в Москві. Фільм вийшов у широкий прокат 24 жовтня 2019 року. Примітно, що одночасно з прем'єрою в кінотеатрах, фільм з’явився у Кінопошуку, разом з Яндексом. Студія є співпродюсером фільму.